# Fate Gear
Fate Gear (gestileerde naam: FATE GEAR) is een Japanse metalband uit Tokio. De band kenmerkt zich doordat de gehele bezetting uit vrouwen bestaat, met wisselende zangers, en door het spelen van verschillende soorten metal.

## Etymologie
De naam is een combinatie van Fate, een bekende animetitel, en gear, een onderdeel van het steampunkgenre.

## Geschiedenis
Voorafgaand aan de formatie van Fate Gear, verliet gitariste Mina de band Destrose wegens gezondheidsproblemen. Vijf maanden later, in juli 2015, maakte Mina samen met zangeres Nico bekend een nieuwe band te hebben opgericht: Fate Gear. Kort daarna kwam bassiste Sakae bij de band, evenals gastdrumster Hiro. Op 1 augustus 2015 speelde de band een eerste concert op Meguro Rock-May-Kan. Het debuutalbum, A Light in the Black, volgde op 12 augustus dat jaar en bevatte naast eigen werk een heropname van een nummer van Destrose.
In mei 2016 werd Kurumi Fujioka, tot dan toe keyboardiste in de band Mysterious Priestess, lid van Fate Gear. Aan het einde van de maand, op 28 mei, verliet gastdrumster Hiro de band.
Op 21 juni 2017 verscheen het tweede album genaamd Oz -Rebellion-. Het album werd uitgebracht op hun eigen platenlabel Steam Steel Records. Het eerste nummer was samengesteld door keyboardiste Masashi Okagaki van de band Terra Rosa.
Fate Gears derde album 7 Years Ago werd op 11 april 2018 uitgebracht.
Op 9 januari 2019 bracht Fate Gear de ep Headless Goddess uit. De ep bestond bijna volledig uit heropgenomen nummers van Destrose. Ook waren verschillende gastzangeressen te horen.
Ook op hun vierde album uit januari 2021, The Sky Prison, waren gastzangeressen present, evenals op de enkele dagen later uitgebrachte ep Scars in my Life -English Edition-.
In 2022 zou Fate Gear op een Europese tournee gaan, maar die werd uitgesteld naar de zomer van 2023.
In 2024 ging Fate Gear nogmaals op een Europese tournee. Op 18 december 2024 volgde een nieuw album, Kill the Shadow King.

## Stijl
Fate Gear speelt diverse soorten metal. Zo is het nummer The Sky Pirates pirate metal/folkmetal, Unbreakable Wings en powermetal met veel grunts en Winds of Fall een combinatie van power- en symfonische metal. This Fate is dan weer symfonische metal met grunts.
Qua zang wordt met name sinds 2023 per nummer gewisseld van zangeres. De gebruikte talen verschillen van Engels tot Japans tot een combinatie van beide.

## Gastmuzikanten
Fate Gear heeft door de jaren heen met verschillende gastmuzikanten gewerkt, zowel op albums als tijdens liveoptredens.

### Huidige gastmuzikanten
- NANA  – zang
- IBUKI – zang
- Maki Oyama – zang

### Voormalige gastmuzikanten
- Manami – zang
- Ibara – zang
- RAMI – zang
- Maiko – zang
- Jill – viool
- Yashiro – gitaar
- Maki – bas

## Discografie

### Albums
| Jaar | Titel                 | Opmerkingen |
| ---- | --------------------- | ----------- |
| 2015 | A Light in the Black  |             |
| 2017 | Oz -Rebellion-        |             |
| 2018 | 7 Years Ago           |             |
| 2021 | The Sky Prison        |             |
| 2024 | Kill the Shadow King  |             |
| 2024 | The Vanguard of Hades | Cd-dvd      |

### Ep's
| Jaar | Titel                              |
| ---- | ---------------------------------- |
| 2015 | Fate Gear/Romancer                 |
| 2019 | Headless Goddess                   |
| 2021 | Scars in My Life -English Edition- |
| 2022 | Killers in the Sky                 |
| 2022 | Killers in the Sky Part 2          |

### Video-albums
| Jaar | Titel                              |
| ---- | ---------------------------------- |
| 2017 | Oz -Rebellion- Release Tour Final! |

### Singles
| Jaar | Titel                   | Opmerkingen                |
| ---- | ----------------------- | -------------------------- |
| 2016 | Scars in My Life        |                            |
| 2019 | Megabullets             |                            |
| 2020 | The Sky Pirates         |                            |
| 2021 | Battle Against Justice  |                            |
| 2021 | Super Sonic Samurai     | cover                      |
| 2022 | Live in blood           |                            |
| 2022 | Unbreakable Wings       |                            |
| 2023 | Romancer                |                            |
| 2023 | Deathless Memories 2023 |                            |
| 2023 | Winds of Fall           | met NANA                   |
| 2024 | Romancer                | met Kokomi                 |
| 2024 | This Fate               | met NANA en 橋村姫         |
| 2024 | Kill the Shadow King    | met NANA en Hime Hashimura |
| 2025 | Force Of The Holy       | met Hime Hashimura         |
| 2025 | Gloria in Purgatory     | met Kokomi                 |

## Anime
- Het nummer Megabullets werd gebruikt als openingsnummer van de Netflix-anime Kengan Ashura.[2]